# مروة مهران
مروة مهران (12 يوليو 1974 -)، ممثلة مصرية.

## عن حياتها
بدايتها الفعلية كانت في 2003 مع حسين الإمام في البرنامج الكوميدي حسين في الأستديو، شاركت في عدد من الأعمال الفنية منها أفلام أحلى الأوقات وقص ولزق ومسلسل لحظات حرجة.
تميزت بخفة الظل والذكاء كما أن حضورها قوى وقد أضفت وهجا لبرنامج حسين في الأستوديو بالرغم من انه كان أول ظهور لها.
قامت بدور صغير في فيلم أحلى الأوقات كما قامت بالظهور في مشاهد قليلة في مسلسل فارس بلا جواد.
- وهي خريجة كلية السياحة والفنادق وعملت في هذا المجال لفترة قصير بعد تخرجها.

..اعمالها الفنية..
1-حسين في الاستوديو
2-قص ولزق
3-احلى الاوقات
4-فارس بلا جواد
5-كاريوكا مع الفنانة وفاء عامر
كما شاركت المخرج عمرو عرفة
في عدد من أعماله..
مسلسل لحظات حرجة
مسلسل سرايا عابدين عام ٢٠١٤
مسلسل لمعي القط عام ٢٠١٧
..
فنانة على قدر من الموهبة الفنية

## روابط خارجية
- مروة مهران على موقع IMDb (الإنجليزية)
- مروة مهران على موقع الدهليز
- مروة مهران على موقع قاعدة بيانات الأفلام العربية
- مروة مهران على موقع أول موفي (الإنجليزية)
- مروة مهران على موقع كينوبويسك (الروسية)